# Claudio E. A. Pizzi
Claudio E. A. Pizzi (Milano, 20 settembre 1944) è un logico e filosofo italiano.

## Biografia
Laureato in Filosofia all'Università degli Studi di Milano nel 1969 con una tesi sui condizionali controfattuali, è diventato ricercatore nel 1975 e poi incaricato di Logica presso l'Università della Calabria dal 1976 al 1979. Dal 1980 al 2014 (anno del pensionamento) ha lavorato per l'Università degli Studi di Siena, diventando professore ordinario nel 1997. A partire dal 1992 ha tenuto annualmente corsi e conferenze presso varie università brasiliane e principalmente presso l'Università statale di Campinas (Sao Paulo). Dal 2008 al 2012 è stato titolare di un insegnamento di Logica della Prova presso la Facoltà di Giurisprudenza dell'Università degli Studi di Milano-Bicocca.

## Attività di ricerca
Ha iniziato la sua attività di ricerca curando la traduzione italiana di "An Introduction to Modal Logic" di G.E.Hughes e M. J. Cresswell, che offriva per la prima volta al pubblico italiano una panoramica completa e aggiornata della logica intensionale. Ampliando questa linea di ricerca, ha pubblicato due antologie con lunghe introduzioni, una dedicata alla logica del tempo e una dedicata alla logica condizionale. A partire dalla fine degli anni '70 ha pubblicato una serie di articoli su riviste internazionali in cui viene introdotta una logica detta dell'implicazione consequenziale, il cui scopo e' riformulare le basi della logica detta connessiva nel quadro della logica modale standard. Questa traduzione linguistica consente di assiomatizzare un certo numero di sistemi che risultano completi e decidibili mediante tableaux. Uno sviluppo verso una generalizzazione di questi risultati è stato conseguito in due articoli scritti in collaborazione con Timothy Williamson. Altri temi di ricerca approfonditi nel campo della logica sono stati il problema della definizione della necessita' in termini di contingenza, l'applicazione di quadrati e cubi aristotelici alle nozioni modali, l'approccio alla modalità in termini di multimodalità, cioè mediante l'impiego di un linguaggio base avente come primitivi un numero arbitrariamente grande di operatori modali.
Nel campo della filosofia della scienza il tema su cui ha lavorato in modo preminente è stato quello della teoria controfattuale della causa, a cui ha dedicato articoli e libri destinati a un pubblico interessato all'epistemologia giudiziaria Sempre in questo settore ha pubblicato un libro centrato sul problema della logica dell'abduzione, un capitolo del quale è dedicato all'analisi di un caso giudiziario controverso, il disastro di Ustica. Sul tema di Ustica ha poi pubblicato un volume che contiene una discussione metodologica delle indagini ancora aperte sul caso, in merito alle quali cura attualmente un blog.